# Mollinedia elliptica
Mollinedia elliptica är en tvåhjärtbladig växtart som beskrevs av A. Dc.. Mollinedia elliptica ingår i släktet Mollinedia och familjen Monimiaceae. Inga underarter finns listade i Catalogue of Life.